# Большая Верда
Большая Верда — упразднённое в 2007 году село в Староюрьевском районе Тамбовской области России. На момент упразднения входила в состав Новоюрьевского сельсовета.

## География
Урочище находится в северо-западной части Тамбовской области, в лесостепной зоне, в пределах Окско-Донской низменной равнины, на берегах реки Вёрды, на расстоянии примерно 14 километров (по прямой) к северо-востоку от Староюрьева, административного центра района. Абсолютная высота — 146 метров над уровнем моря.

### Климат
Климат умеренно континентальный, с холодной продолжительной зимой и тёплым летом. Среднегодовая температура воздуха — 4 — 6 °С. Средняя температура воздуха самого холодного месяца (января) — −11,5 — −10,5 °C (абсолютный минимум — −39 °C); самого тёплого месяца (июля) — 19,5 — 20,5 °C (абсолютный максимум — 40 °С). Средняя продолжительность периода с температурой выше 10 °C колеблется от 141 до 154 дней. Среднегодовое количество атмосферных осадков варьирует в пределах от 400 до 650 мм. Продолжительность залегания снежного покрова составляет в среднем 135 дней.

## История
Исключено из учётных данных в декабре 2007 года, как фактически прекратившее своё существование.

## Население
| 2002 |
| ---- |
| 5    |

### Национальный  состав
Согласно результатам переписи 2002 года, население села составляло 5 человек (все русские).

## Известные уроженцы, жители
Чернышёв, Пётр Сергеевич (1914—1979) — главный инженер ЛМЗ имени И. В. Сталина, крупный специалист и организатор в области турбостроения. В прошлом — советский фигурист, четырёхкратный чемпион Советского Союза. Герой Социалистического Труда. Лауреат Сталинской премии.
732366585 → Шаблон:Население/STA-023